# Subinfeudación

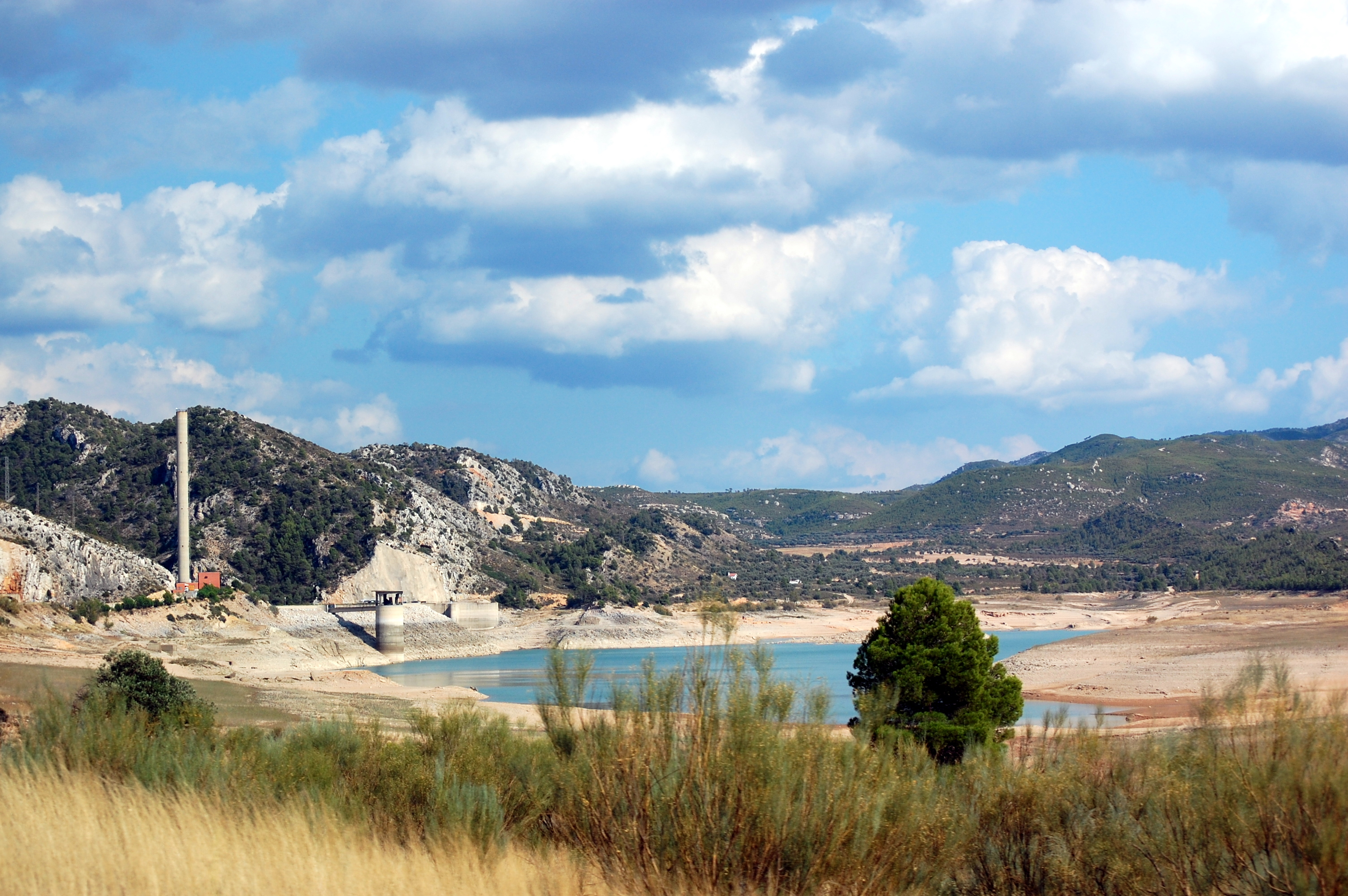
La Sierra de la Ginebrosa (Provincia de Teruel, España), subinfeudada en 1260 por la Orden de Calatrava a Blasco de Alagón, de la casa nobiliaria de Alagón.

En la Edad Media, la subinfeudación era la práctica legal por la que los arrendatarios, poseedores de tierras bajo la merced de un rey u otro señor superior, creaban nuevas tenencias mediante el subarrendamiento o la enajenación una parte de sus tierras.
En el Derecho inglés, los arrendatarios fueron denominados mesne lords y el arrendatario inmediato es tenant in capite. El teniente más bajo de todos era el propietario libre o, como a veces se le llamaba, tenant paravail. La Corona, que en teoría poseía todas las tierras, era el lord paramount («señor supremo»)
Los grandes señores miraron con insatisfacción el aumento de tales subtenciones. En consecuencia, en 1290 se aprobó un estatuto, Quia Emptores, que permitía al arrendatario alienarse cuando quisiera, pero la persona a quien se le otorgó la tierra debía conservarla para el mismo señor, y por los mismos servicios que el arrendatario poseía antes.

## Escocia
En el Derecho escocés, el sistema feudal fue oficialmente abolido por la reforma agraria del año 2000 (Abolition of Feudal Tenure etc. (Scotland) Act 2000). El tiempo de un arrendamiento fue limitado a 175 años para impedir la existencia de relaciones de perpetua dominación arrendatario-arrendado similares a las que existían bajo la ley feudal.

## Sacro Imperio Romano
En el Sacro Imperio Romano Germánico los arrendatarios que practicaban la subinfeudación eran conocidos como afterlehen, el cual devino heredable con el tiempo y podría tener hasta cinco intermediarios entre el verdadero titular del feudo y el señor feudal que manejaba la tierra.